# Anthrax intermedius
Anthrax intermedius är en tvåvingeart som beskrevs av Hesse 1936. Anthrax intermedius ingår i släktet Anthrax och familjen svävflugor.
Artens utbredningsområde är Botswana. Inga underarter finns listade i Catalogue of Life.